# تپه قلعه حسن‌آباد
تپه قلعه حسن‌آباد مربوط به دوران پیش از تاریخ ایران باستان است و در شهرستان مرودشت، فاصله کوتاهی ازخرابه‌های استخر واقع شده و این اثر در تاریخ ۲۸ تیر ۱۳۵۵ با شمارهٔ ثبت ۱۲۶۴ به‌عنوان یکی از آثار ملی ایران به ثبت رسیده است.